# Argyroeides strigula
Argyroeides strigula là một loài bướm đêm thuộc phân họ Arctiinae, họ Erebidae.